# NFL Europe 2002
Die NFL Europe 2002 war die zehnte Spielzeit der Liga. Das World Bowl X genannte Finale im Düsseldorfer Rheinstadion gewann wie im Vorjahr Berlin Thunder.

## Teilnehmer und Modus
Die Barcelona Dragons hatten sich dem FC Barcelona angeschlossen und traten dementsprechend als FC Barcelona Dragons an.
Die sechs Mannschaften spielten jeder gegen jeden in Hin- und Rückspiel. Die beiden ersten Mannschaften qualifizierten sich für das Finale, den World Bowl.
| Land                   | Team                 | Spielort                                                     | Head Coach     | Platzierung 2001         |
| ---------------------- | -------------------- | ------------------------------------------------------------ | -------------- | ------------------------ |
| Niederlande            | Amsterdam Admirals   | Amsterdam ArenA                                              | Bart Andrus    | 5.                       |
| Spanien                | FC Barcelona Dragons | Olympiastadion Barcelona Mini Estadi                         | Jack Bicknell  | 1., Verlierer World Bowl |
| Deutschland            | Berlin Thunder       | Friedrich-Ludwig-Jahn-Sportpark, Berlin                      | Peter Vaas     | 2., Sieger World Bowl    |
| Deutschland            | Frankfurt Galaxy     | Waldstadion, Frankfurt am Main                               | Doug Graber    | 6.                       |
| Deutschland            | Rhein Fire           | Rheinstadion, Düsseldorf                                     | Pete Kuharchek | 3.                       |
| Vereinigtes Konigreich | Scottish Claymores   | Hampden Park, Glasgow (4) Murrayfield Stadium, Edinburgh (1) | Gene Dahlquist | 4.                       |

## Regular Season

### Übersicht
| ↓ Heim Auswärts →    | AMS   | BAR   | BER   | FRA   | RHE   | SCO   |
| -------------------- | ----- | ----- | ----- | ----- | ----- | ----- |
| Amsterdam Admirals   | •     | 45:31 | 09:28 | 13:20 | 17:10 | 13:16 |
| FC Barcelona Dragons | 30:27 | •     | 17:24 | 14:54 | 21:24 | 24:27 |
| Berlin Thunder       | 19:24 | 24:14 | •     | 27:07 | 16:20 | 31:23 |
| Frankfurt Galaxy     | 21:19 | 10:31 | 27:24 | •     | 00:03 | 16:09 |
| Rhein Fire           | 10:28 | 31:03 | 24:14 | 24:20 | •     | 13:10 |
| Scottish Claymores   | 17:13 | 45:17 | 23:24 | 10:14 | 17:07 | •     |

### Spiele
| Woche 1        | Woche 1            | Woche 1 | Woche 1           |
| Datum          | Heimteam           | Erg.    | Auswärtsteam      |
| -------------- | ------------------ | ------- | ----------------- |
| 13. April 2002 | Frankfurt Galaxy   | 27:24   | Berlin Thunder    |
| 13. April 2002 | Amsterdam Admirals | 27:10   | Rhein Fire        |
| 14. April 2002 | Scottish Claymores | 45:17   | Barcelona Dragons |

| Woche 2        | Woche 2           | Woche 2 | Woche 2            |
| Datum          | Heimteam          | Erg.    | Auswärtsteam       |
| -------------- | ----------------- | ------- | ------------------ |
| 20. April 2002 | Barcelona Dragons | 14:54   | Frankfurt Galaxy   |
| 20. April 2002 | Berlin Thunder    | 19:24   | Amsterdam Admirals |
| 20. April 2002 | Rhein Fire        | 13:10   | Scottish Claymores |

| Woche 3        | Woche 3           | Woche 3 | Woche 3            |
| Datum          | Heimteam          | Erg.    | Auswärtsteam       |
| -------------- | ----------------- | ------- | ------------------ |
| 27. April 2002 | Barcelona Dragons | 30:27   | Amsterdam Admirals |
| 27. April 2002 | Berlin Thunder    | 16:20   | Rhein Fire         |
| 27. April 2002 | Frankfurt Galaxy  | 16:09   | Scottish Claymores |

| Woche 4     | Woche 4            | Woche 4 | Woche 4           |
| Datum       | Heimteam           | Erg.    | Auswärtsteam      |
| ----------- | ------------------ | ------- | ----------------- |
| 3. Mai 2002 | Amsterdam Admirals | 09:28   | Berlin Thunder    |
| 4. Mai 2002 | Rhein Fire         | 31:03   | Barcelona Dragons |
| 5. Mai 2002 | Scottish Claymores | 10:14   | Frankfurt Galaxy  |

| Woche 5      | Woche 5            | Woche 5 | Woche 5            |
| Datum        | Heimteam           | Erg.    | Auswärtsteam       |
| ------------ | ------------------ | ------- | ------------------ |
| 11. Mai 2002 | Rhein Fire         | 24:20   | Frankfurt Galaxy   |
| 11. Mai 2002 | Amsterdam Admirals | 13:16   | Scottish Claymores |
| 12. Mai 2002 | Berlin Thunder     | 24:14   | Barcelona Dragons  |

| Woche 6      | Woche 6            | Woche 6 | Woche 6            |
| Datum        | Heimteam           | Erg.    | Auswärtsteam       |
| ------------ | ------------------ | ------- | ------------------ |
| 18. Mai 2002 | Barcelona Dragons  | 17:24   | Berlin Thunder     |
| 19. Mai 2002 | Scottish Claymores | 17:07   | Rhein Fire         |
| 19. Mai 2002 | Frankfurt Galaxy   | 21:19   | Amsterdam Admirals |

| Woche 7      | Woche 7            | Woche 7 | Woche 7            |
| Datum        | Heimteam           | Erg.    | Auswärtsteam       |
| ------------ | ------------------ | ------- | ------------------ |
| 25. Mai 2002 | Frankfurt Galaxy   | 10:31   | Barcelona Dragons  |
| 26. Mai 2002 | Scottish Claymores | 17:13   | Amsterdam Admirals |
| 26. Mai 2002 | Rhein Fire         | 24:14   | Berlin Thunder     |

| Woche 8      | Woche 8            | Woche 8 | Woche 8            |
| Datum        | Heimteam           | Erg.    | Auswärtsteam       |
| ------------ | ------------------ | ------- | ------------------ |
| 1. Juni 2002 | Amsterdam Admirals | 13:20   | Frankfurt Galaxy   |
| 1. Juni 2002 | Barcelona Dragons  | 21:24   | Rhein Fire         |
| 1. Juni 2002 | Berlin Thunder     | 31:23   | Scottish Claymores |

| Woche 9      | Woche 9            | Woche 9 | Woche 9           |
| Datum        | Heimteam           | Erg.    | Auswärtsteam      |
| ------------ | ------------------ | ------- | ----------------- |
| 8. Juni 2002 | Frankfurt Galaxy   | 00:03   | Rhein Fire        |
| 8. Juni 2002 | Amsterdam Admirals | 45:31   | Barcelona Dragons |
| 9. Juni 2002 | Scottish Claymores | 23:24   | Berlin Thunder    |

| Woche 10      | Woche 10          | Woche 10 | Woche 10           |
| Datum         | Heimteam          | Erg.     | Auswärtsteam       |
| ------------- | ----------------- | -------- | ------------------ |
| 23. Juni 2002 | Berlin Thunder    | 27:07    | Frankfurt Galaxy   |
| 23. Juni 2002 | Rhein Fire        | 10:28    | Amsterdam Admirals |
| 23. Juni 2002 | Barcelona Dragons | 24:27    | Scottish Claymores |

### Tabelle
|    |                      | S | N | U | SQ    | P+  | P–  | Heim | Ausw. |
| -- | -------------------- | - | - | - | ----- | --- | --- | ---- | ----- |
| 1. | Rhein Fire           | 7 | 3 | 0 | 0.700 | 166 | 156 | 4–1  | 3–2   |
| 2. | Berlin Thunder       | 6 | 4 | 0 | 0.600 | 231 | 188 | 3–2  | 3–2   |
| 3. | Frankfurt Galaxy     | 6 | 4 | 0 | 0.600 | 189 | 174 | 3–2  | 3–2   |
| 4. | Scottish Claymores   | 5 | 5 | 0 | 0.500 | 197 | 172 | 3–2  | 2–3   |
| 5. | Amsterdam Admirals   | 4 | 6 | 0 | 0.400 | 218 | 202 | 2–3  | 2–3   |
| 6. | FC Barcelona Dragons | 2 | 8 | 0 | 0.200 | 202 | 311 | 1–4  | 1–4   |

Legende: Siege, Niederlagen, Unentschieden, SQ Siegquote, P+ erzielte Punkte, P− gegnerische Punkte, Heim Heimbilanz (Siege–Niederlagen), Ausw. Auswärtsbilanz (Siege–Niederlagen).

## World Bowl X
Das Finale der Spielzeit 2002 zwischen den beiden bestplatzierten Mannschaften der regulären Saison wurde als World Bowl X bezeichnet und fand am 22. Juni 2002 im Rheinstadion von Düsseldorf statt. Berlin Thunder besiegte dabei Rhein Fire mit 26 zu 20.

### Spielablauf
|                        |                          |  | World Bowl X   |                           |            |  |              |
|                        | Düsseldorf 22. Juni 2002 |  | Berlin Thunder | \| \| 26 : 20 \| \| \| \| | Rhein Fire |  | Rheinstadion |
| (13:0, 7:0, 3:7, 3:13) | Düsseldorf 22. Juni 2002 |  | Berlin Thunder |                           | Rhein Fire |  | Rheinstadion |
|                        | 26 : 20                  |  |                |                           |            |  |              |
|                        |                          |  |                |                           |            |  |              |

## Trivia
Der World Bowl X war das letzte Sportereignis im Rheinstadion vor dessen Abriss.